# Arctostaphylos pumila
Arctostaphylos pumila là một loài thực vật có hoa trong họ Thạch nam. Loài này được Nutt. mô tả khoa học đầu tiên năm 1843.

## Hình ảnh

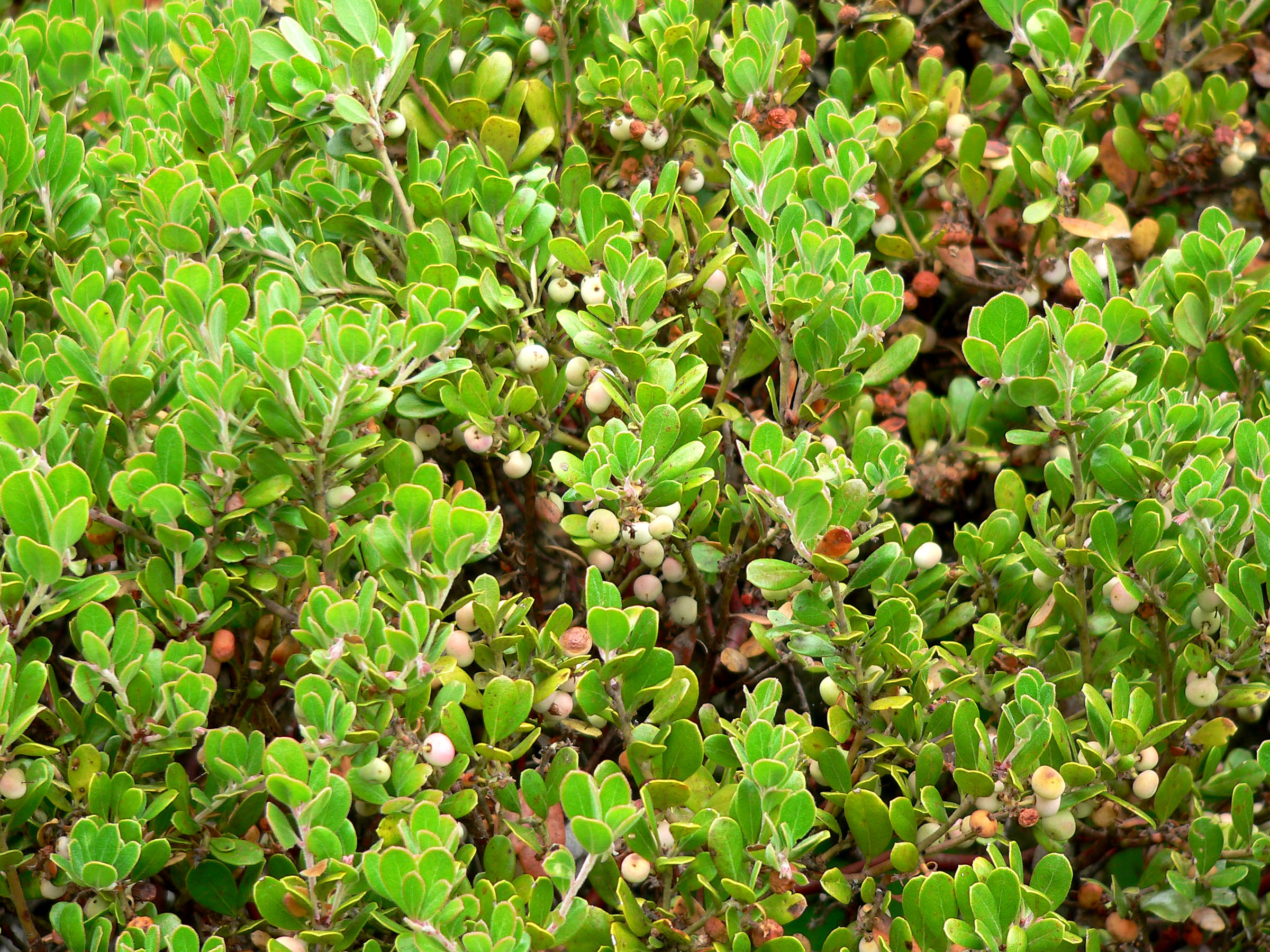
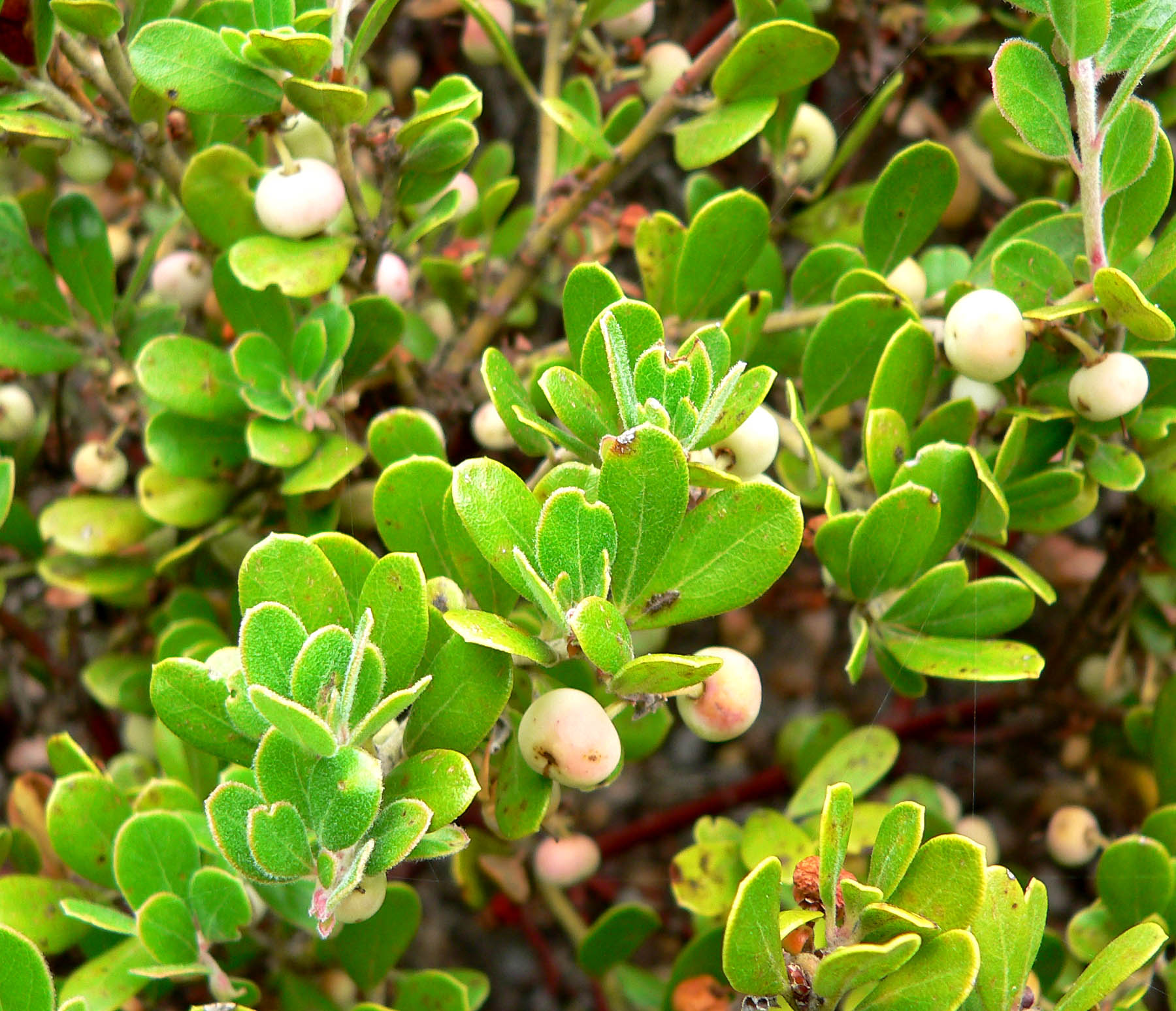